# Golemo Konyari
Golemo Konyari (en macédonien Големо Коњари) est un village du sud de la Macédoine du Nord, situé dans la municipalité de Prilep. Le village comptait 699 habitants en 2002.

Réserve naturelle de Lokvi près de Golemo Konyari
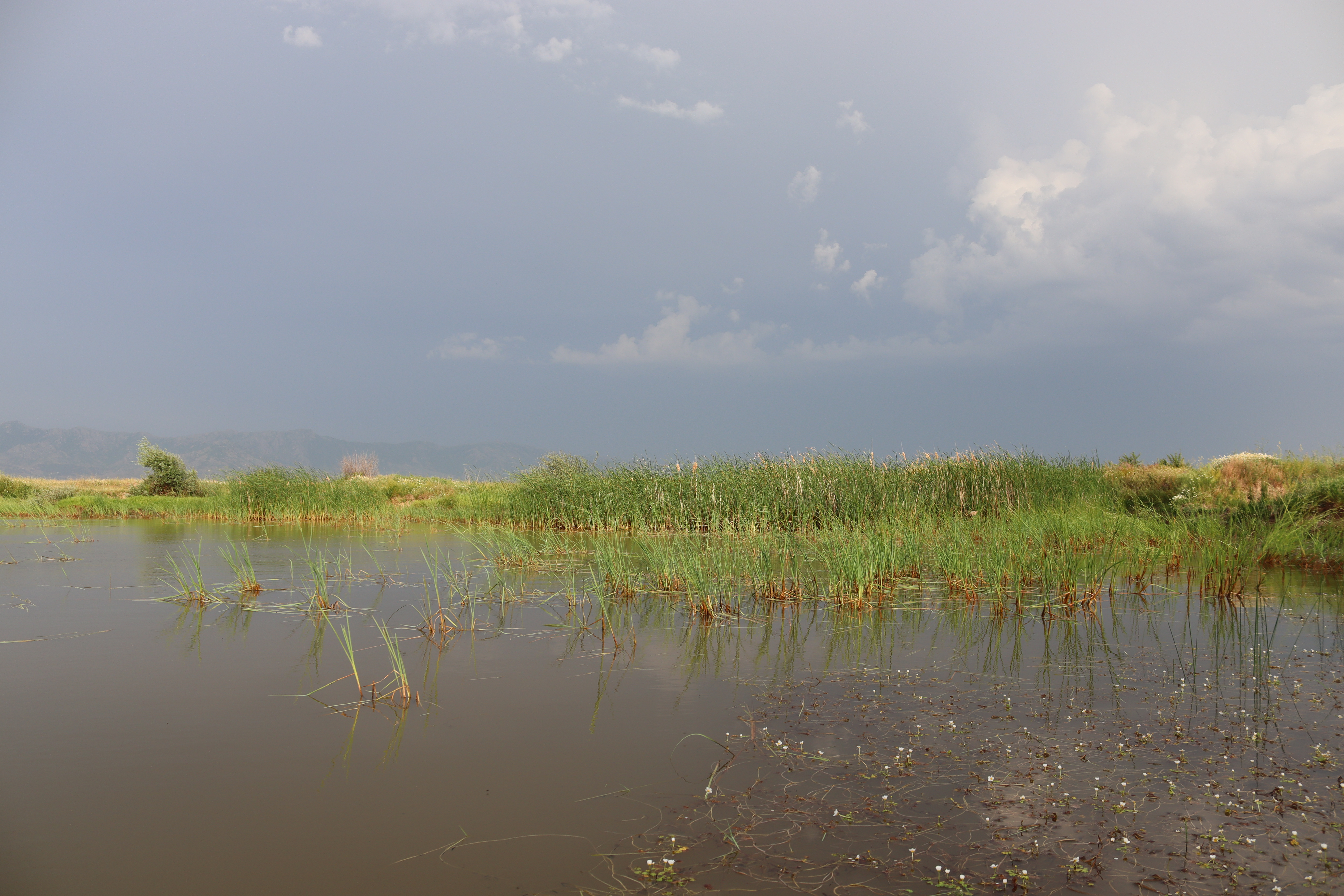
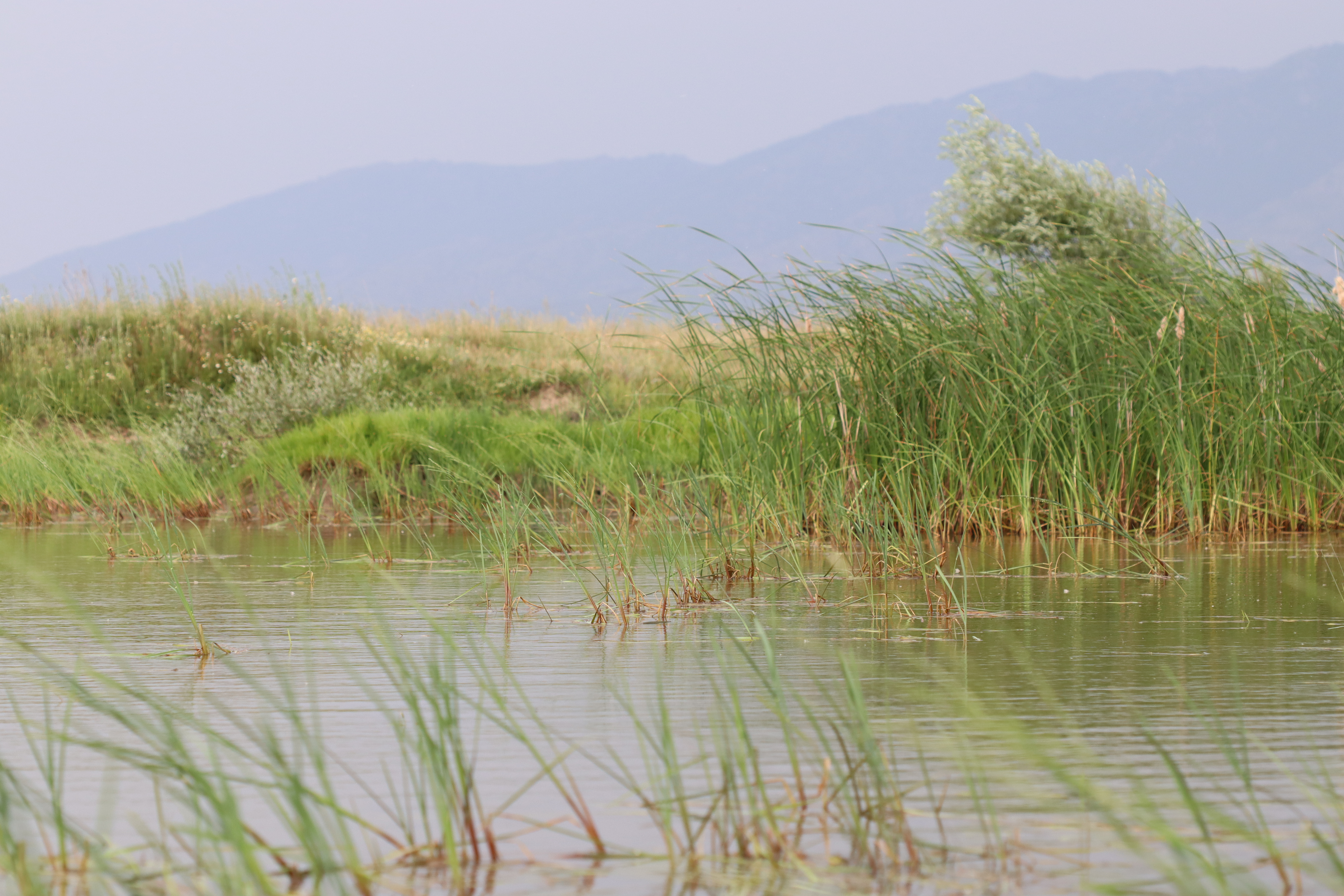
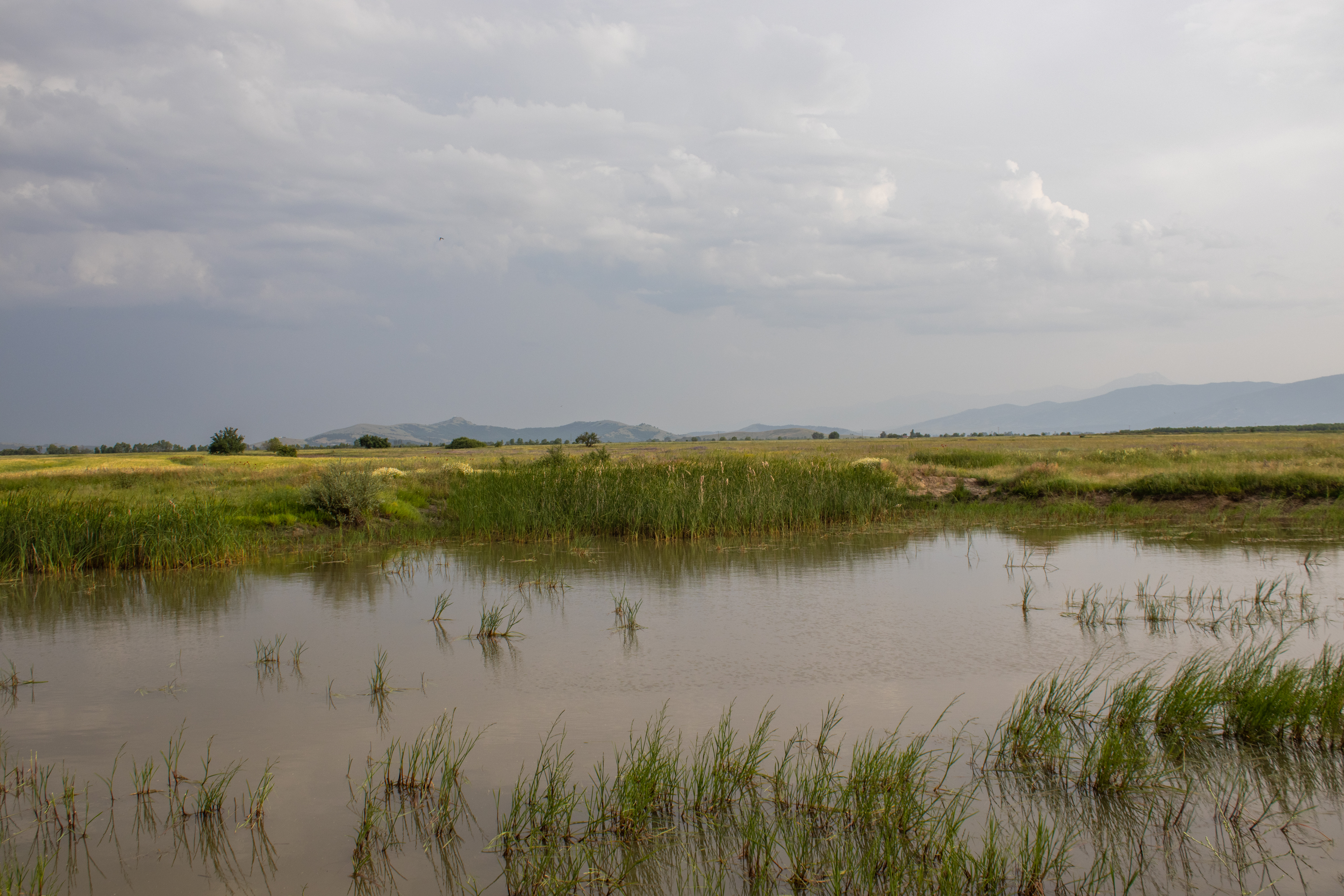
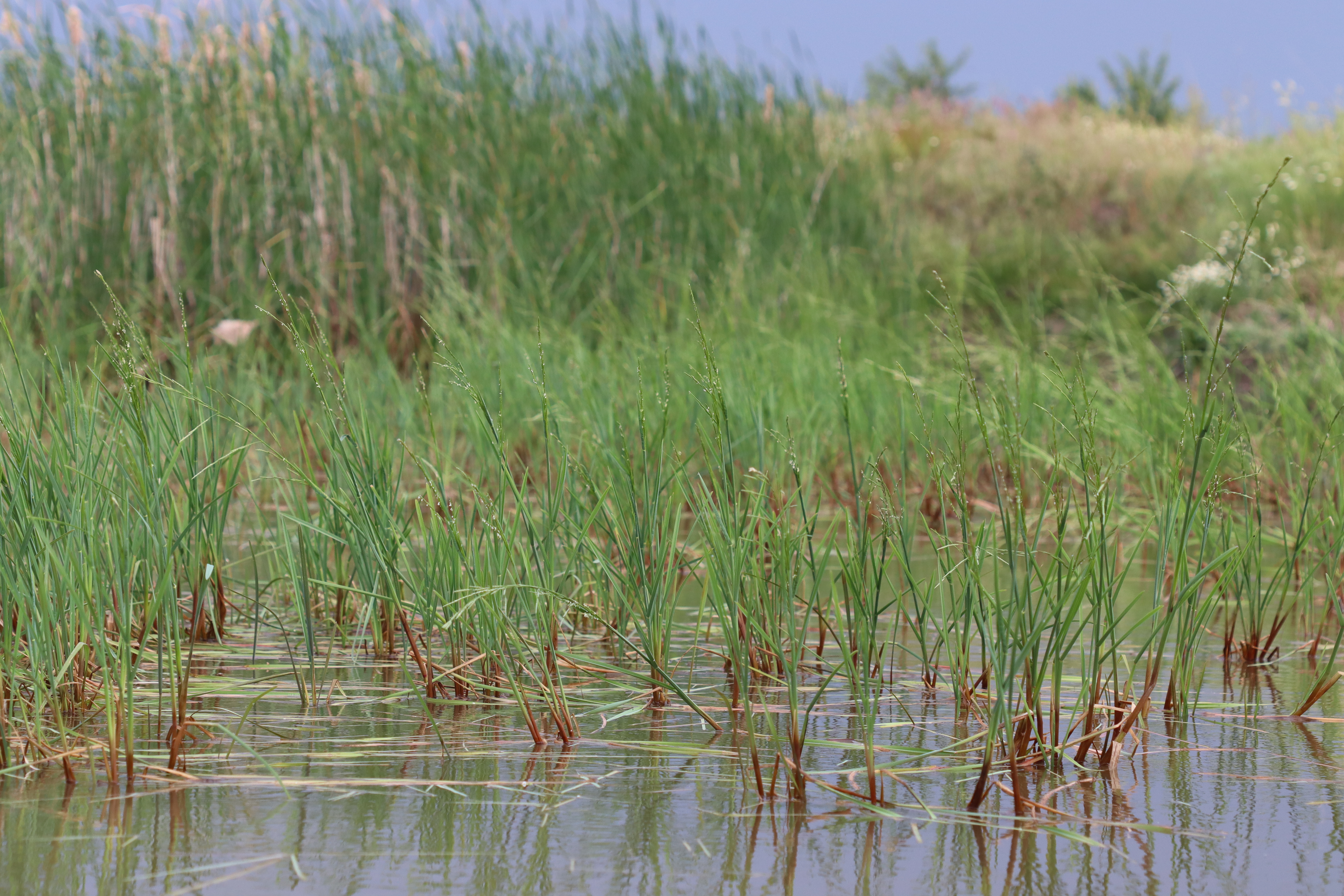
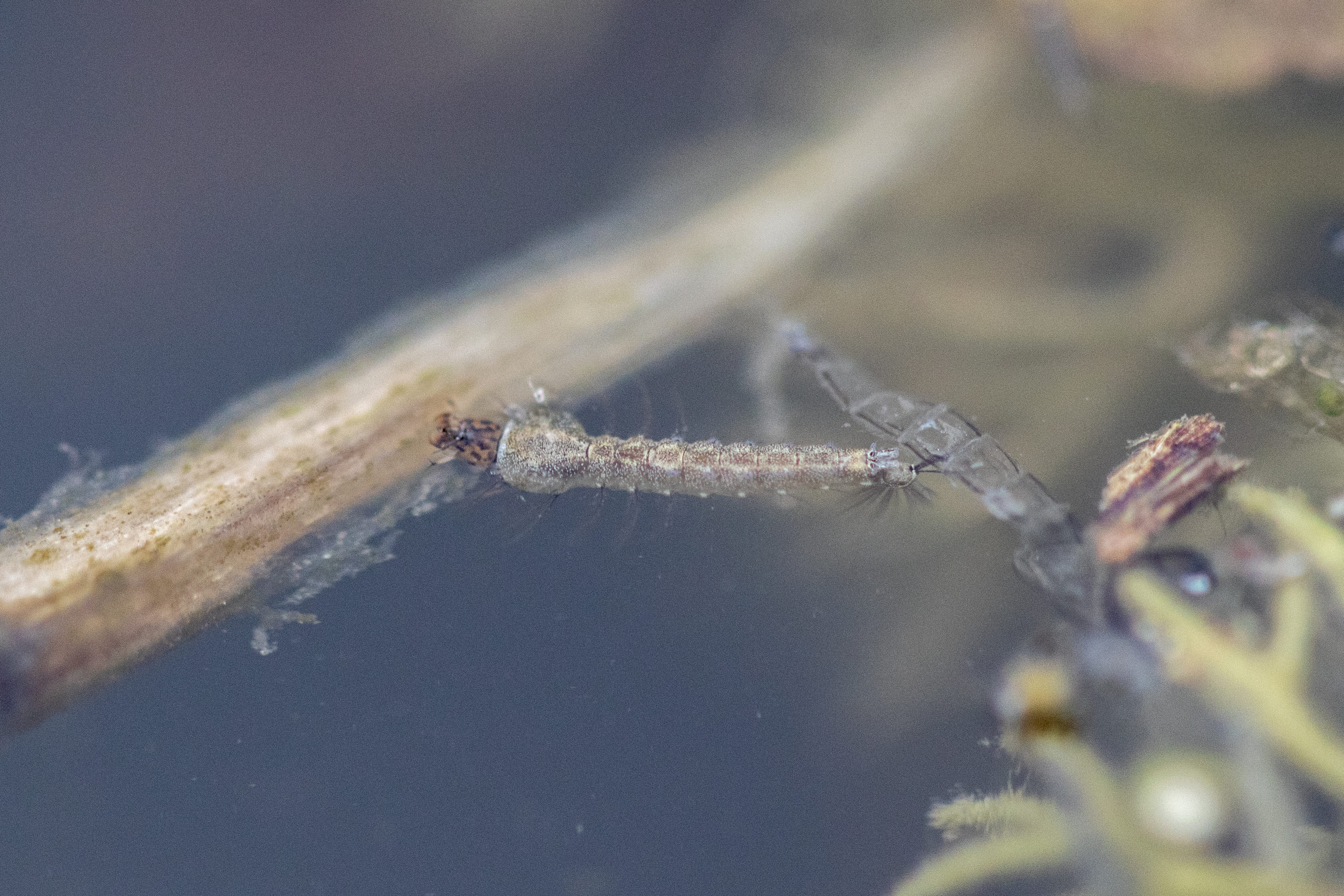

## Démographie
Lors du recensement de 2002, le village comptait :
- Macédoniens : 699